# Église Sainte-Melangell
L'église Sainte-Melangell (en anglais St Melangell's Church) est un édifice médiéval classé Grade I qui appartient à l'Église au pays de Galles. L'église se situe dans l'ancien village de Pennant Melangell, dans la vallée de Tanat (Powys, pays de Galles). L'église est fondée vers le VIIIe siècle pour commémorer la sépulture de sainte Melangell, ermite et abbesse qui a établi un couvent et un sanctuaire dans la région. La plus ancienne documentation connue de l'édifice remonte au XIIIe siècle.

## Histoire
Le site de l'église Sainte-Mélangell présente une activité cultuelle attestée depuis l'âge du bronze et une christianisation probable par les communautés celtiques chrétiennes du haut Moyen Âge. Des découvertes archéologiques de vestiges de crémation indiquent la présence d'un tumulus funéraire à Pennant durant l'âge du bronze, potentiellement sous l'édifice actuel. La mise au jour de poteries de l'âge du bronze et de traces d'inhumations du haut Moyen Âge témoigne de l'utilisation du site comme lieu sépulcral antérieurement à l'édification de l'église. 